# Marius Ulfrstad
Marius Moaritz Ulfrstad (Ellingsøya, Noruega, 11 de septiembre de 1890 – Oslo, 29 de octubre de 1968) fue un músico, compositor, organista, crítico y profesor noruego. Considerado uno de los compositores noruegos más importantes del período de entreguerras, sus obras gozaron de notable reconocimiento en su época, siendo interpretadas, entre otros, por Herbert von Karajan, la Orquesta de la Radio Sueca y la Orquesta Sinfónica de Viena, en prestigiosos escenarios como el Musikverein. Sin embargo, tanto su figura como su obra cayeron en el olvido con el paso del tiempo. A lo largo de su carrera, Ulfrstad realizó importantes aportaciones a la música popular, sacra y clásica de su país, sobresaliendo especialmente por sus composiciones para coro y órgano.

## Biografía
Marius Moaritz Ulfrstad nació el 11 de septiembre de 1890, en la isla de Ellingsøya perteneciente al municipio noruego de Ålesund.

### Formación
Tras completar sus estudios secundarios y obtener el título de magisterio, comenzó su formación en el Conservatorio de Música de Kristiania (actual Oslo), donde se presentó al examen de organista en 1911. Un año después, en 1912, se estableció en Ålesund, donde trabajó como cantante y organista. Posteriormente, decidió ampliar su formación en composición, lo que le llevó a estudiar en Berlín, Florencia  con Ildebrando Pizzetti, Roma, con Ottorino Respighi y París con Maurice Ravel.

### Trayectoria
En 1914, Ulfrstad asumió el puesto de organista en Kragerø, y en 1917 se trasladó de nuevo a Kristiania, donde desempeñó diversas funciones como crítico musical, director de orquesta y profesor de música. Su debut como compositor tuvo lugar en 1919 En 1922, ingresó en la Academia de Música de Kristiania y fue miembro activo de la Asociación de Compositores, llegando a presidir la Young Tone Society. Además, sus composiciones fueron presentadas en las competiciones de arte de los Juegos Olímpicos de Verano de París 1924 y de Ámsterdam 1928.
Cambio de apellido
En algún momento entre 1910 y 1927 cambió su apellido. En los censos de 1900 y 1910 aparece registrado como Ulvestad, mientras que en 1927, figura con el apellido, Ulfrstad en el directorio de Oslo.
Accidente
Durante la Segunda Guerra Mundial, Ulfrstad colaboró con el movimiento de resistencia noruega, conocido como gutta på skauen. En 1943, mientras elaboraba pintura para esta causa en la cocina de su casa, sufrió un accidente devastador cuando la mezcla de aceite y aguarrás que manejaba explotó. Esta explosión le causó graves quemaduras en las manos, los brazos y la cara, que lo dejaron incapacitado para seguir componiendo y con fuertes dolores crónicos, afectando drásticamente a su carrera profesional. Además, como consecuencia de la explosión se produjo un incendio en el que se perdieron varias partituras de sus obras.  
Depuración
En 1945, tras la liberación de Noruega, Ulfrstad fue sancionado por la Norsk Komponistforening (Asociación Noruega de Compositores), que le impidió ejercer cargos de confianza durante 10 años. Esta medida formaba parte de una depuración general en el ámbito cultural, por la que varios compositores que habían mantenido vínculos con el partido fascista Nasjonal Samling (NS) fueron sancionados. Aunque no hay evidencia de que Ulfrstad fuera miembro del NS, antes de la guerra había compuesto melodías para diversas publicaciones vinculadas al partido, incluyendo una canción para un libro editado por el mismo en los años 30. Su sanción fue relativamente leve en comparación con la de otros colegas, lo que refleja las complejidades y tensiones en el mundo artístico noruego de la posguerra, muy influenciado por la cultura alemana, hondamente respetada en aquel entorno.

### Final
Ulfrstad falleció el 29 de octubre de 1968 en Oslo y sus restos fueron inhumados en el Vestre Gravlund de la misma capital.

## Familia
Hijo del matrimonio entre el maestro Mauritz Ulvestad (1858-1919) y Lisa Kvalstein (1861-1897), que procrearon un total de ocho hijos.
En  1919, contrajo matrimonio con Ragnhild Albertha Hovde (1895-1978), que había sido su alumna en Ålesund antes de convertirse en cantante profesional. De esta unión nacieron dos hijos, Rolf y Magni, ambos dedicados a la música; Rolf fue violinista en la Orquesta Filarmónica de Oslo. Este matrimonio finalizó en divorcio en 1940. Ocho años más tarde, en 1948, Ulfrstad se casó con Solveig Emilie Heidenreich, conocida como «Molle» (1910-1994), una mujer divorciada, madre de dos hijos y activa en movimientos feministas y políticos de izquierda en Noruega. Este segundo matrimonio también se disolvió, en 1952.

## Obra
Según la catalogación llevada a cabo en 2016 por el por el investigador de la Academia Noruega de Música, Lars Thomas Holm, la obra de Ulfrstad se compone de 
- 250 romances para voz y piano;
- Alrededor de 200 himnos;
- Un concierto para violín;
- Un concierto para piano;
- Dos sinfonías;
- Dos suites para piano y orquesta;
- Dos piezas de música de cámara;
- Tres cantatas;
- 4 piezas de música incidental para otras tantas obras de teatro.

Su obra más conocida es Tyteberet, una canción clásica del cancionero escolar noruego con letra de Aasmund Olavsson Vinje, a la que también pusieron música otros compositores noruegos como Grieg. Igualmente se pueden destacar el Concierto para violín n.º 1 de 1923ː las sinfonías números 2 (Empor), 3 (Norwegia) y 4 (Skjebnetid); las corales de 1932 para coro solistas y orquesta Arnljot Gelline y Ære det evige forår, ambas con letra del premio Nobel de Literatura Bjørnstjerne Bjørnson, y la de 1935 Lex Imperat; Concierto para piano (1935); Munken Vendt (1939) música incidental; y las suites Karl Johans røde taarn para piano y orquesta, Artic y Møre og Romsdal de 1946.
Entre las composiciones de Ulfrstad se encuentra su Sinfonía n.º 3 Norvegia en re menor, compuesta en 1943 como protesta contra la ocupación alemana de Noruega. Esta sinfonía simboliza la reacción de Ulfrstad ante la devastación que vivió Noruega durante la guerra, reflejada en una anotación del propio compositor: «Noruega yace destrozada, como yo estuve hace un año».  La obra, caracterizada por su tono sombrío y emotivo, incluye los nombres de diez miembros de la resistencia noruega ejecutados en Bergen, acompañados de acordes dramáticos que refuerzan su carácter oscuro y solemne.
La música de Ulfsrtad se puede enmarcar dentro de lo que se ha denominado el «impresionismo noruego», un estilo que surgió con fuerza entre jóvenes compositores de la década de 1920. Esta corriente artística fusionaba la tradición musical alemana con corrientes musicales desarrolladas en Francia e Italia. El propio compositor  ha destacado su afinidad con el «impresionismo francés», así como su profunda vinculación con la música folclórica noruega y su inspiración en los paisajes de Sunnmøre, su tierra natal, además de los del resto de Noruega, Islandia y Groenlandia.
Pérdidas y olvido
Además de las partituras que se perdieron en el incendio de su casa de Oslo, una cantidad significativa de composiciones desapareció cuando una maleta que contenía partituras manuscritas de varias obras, enviadas a la editorial Ricordi de Milán para su publicación, se extravió en Nápoles. La persona que se hizo cargo de la maleta desechó su contenido, considerándolo inservible, lo que representó una pérdida irreparable para el legado musical de Ulfsrtad.
Estas pérdidas, junto con la depuración llevada a cabo por la Norsk Komponistforening, contribuyeron a que la obra de Ulfrstad y él mismo cayeran en el olvido tras la guerra.

## Distinciones
En 1936, fue galardonado con el statens kunstnerstipend, un salario estatal destinado a reconocer la contribución de artistas noruegos a la cultura y el arte y ayudarles en el desarrollo de su trabajo creativo.
En 2015 se emprendió el Ulfrstadprosjektet con motivo del 125.º aniversario del nacimiento de Marius Moaritz Ulfrstad, una iniciativa destinada a revitalizar su legado musical y cultural. El proyecto incluyó un concierto, una conferencia y la erección de un busto en memoria del compositor. La Ålesund Symfoniorkester interpretó varias de sus composiciones en un concierto dedicado a su música y se inauguró un busto, obra del escultor Ola Stavseng, en el Byparken, junto al Parken Kulturhus de Ålesund, para subrayar la relevancia de Ulfrstad como uno de los músicos más importantes de Sunnmøre, así como el compromiso con la preservación y difusión de su legado.